# Luc Kerkhofs
Luc Kerkhofs (Mol, 2 augustus 1954) is een Vlaams scenarist en schrijver.

## Carrière
Luc Kerkhofs startte in 1990 met het schrijven van toneelstukken. Vanaf 1991 leverde hij scenario's aan enkele succesvolle Vlaamse televisiereeksen zoals F.C. De Kampioenen (1991-1992), Nonkel Jef, Slisse & Cesar en Gaston en Leo.